# Download Master
Download Master — менеджер загрузок с закрытым исходным кодом, работающий под Windows на лицензии adware.
Создан украинской компанией WestByte Software специально для стран постсоветского пространства. Для остальных пользователей выпускается под именем Internet Download Accelerator (IDA) и лицензией shareware, а также платная PRO-версия на английской версии сайта.

## Возможности
- Интеграция в веб-браузеры Яндекс.Браузер[2], Internet Explorer, Opera, Netscape Navigator, Mozilla, SeaMonkey, Mozilla Firefox, Google Chrome, Safari.
- Многопоточная закачка, способная намного повысить скорость закачки файлов.
- Встроенный FTP-клиент[3].
- Поддержка плагинов.
- Регулируемый режим для динамического управления скоростью закачки, возможность установки приоритетов для закачек[4].
- Перехват ссылок из буфера обмена.
- Встроенный поиск файлов, программ, игр и музыки.
- Языки интерфейса: русский, украинский, белорусский, транслит.
- Рейтинг закачиваемых файлов[5].
- Возможность сверки MD5-суммы закачанного файла (Ctrl+M);
- Добавлена возможность проверки SHA1-суммы для закачанного файла (Ctrl+1);
- Возможность закачки видео с видеосервисов (только с помощью плагина и дополнительного ПО) YouTube, Google Video, Metacafe, Break.com, ВКонтакте, RuTube, Видео@mail.ru, Rambler Vision, Corbina.TV, Видео bigmir)net, Видео PLAY.ukr.net Vimeo.
- Поддержка файла описаний DESCRIPT.ION.
- Возможность закачивать 60fps видео с видеосервисов
- Опция Вид — Наличие файла, для подсветки завершенных закачек для которых на диске уже нет соответствующих файлов (удалены или перемещены);
- Возможность выбирать, из полного списка доступных, формат закачиваемого с видеосервисов видео и аудио;
- Возможность проверки файлов в VirusTotal
- Плагин для взаимодействия с ботами мессенджеров (Telegram)
- Стабильно работает при закачке ~25000 файлов
- Не поддерживает символы расширенного набора UNICODE в названиях файлов - удаляет их из названий. В частности, не поддерживает японские и китайские иероглифы и т.д.

## Приватность при использовании программы
По умолчанию, Download Master отправляет на сервер TopDownloads.ru информацию о ссылках с указанием размера файла по этой ссылке. Отправляются ссылки, соответствующие следующим условиям:
- Не содержат и не используют логины/пароли (basic-авторизация);
- Не являются HTTPS-ссылками;
- Размер файла по ссылке не менее 200 Кбайт;
- Файл не попадает в список игнорируемых расширений (.jpeg, .gif, .htm, .php и т. д.);
- Сайт, на котором расположен файл, не находится в списке игнорируемых сайтов;
- Файл не находится в локальной сети;
- Ссылка соответствует дополнительным требованиям к приватности и безопасности.

Отправку ссылок на сервер можно отключить полностью в настройках программы, а также создать список игнорируемых ссылок. 

## Нежелательное поведение
- По умолчанию программа интегрирует себя во всех установленных на компьютер браузерах, перехватывая все закачки. Интеграцию в Firefox нельзя удалить из самого браузера, только из настроек программы или удалив файл <каталог firefox>\plugins\npdm.dll.
- После установки или обновления запускает дефолтный браузер, установленный в системе, каждый раз открывая страницу сайта westbyte. Настроить альтернативный браузер или предотвратить переход возможности нет.